# Mets de Guaynabo 2016-2017 (pallavolo maschile)
Questa voce raccoglie le informazioni riguardanti i Mets de Guaynabo nelle competizioni ufficiali della stagione 2016-2017.

## Organigramma societario
Area direttiva
- Presidente: Ramón Rosado

Area tecnica
- Allenatore: Javier Gaspar

## Rosa
| N° | Nome              | Ruolo | Data di nascita  | Nazionalità sportiva |
| -- | ----------------- | ----- | ---------------- | -------------------- |
| 1  | Arnel Cabrera     | L     | 11 ottobre 1994  | Porto Rico           |
| 3  | Pablo Guzmán      | S     | 2 giugno 1987    | Porto Rico           |
| 5  | Roberto Ramírez   | P     | 29 gennaio 1992  | Porto Rico           |
| 6  | Ángel Pérez       | P     | 20 maggio 1982   | Porto Rico           |
| 7  | Enrique Escalante | C     | 6 agosto 1984    | Porto Rico           |
| 9  | José Ribas        | C     | 31 dicembre 1991 | Porto Rico           |
| 10 | Dimar López       | S/O   | 23 agosto 1986   | Porto Rico           |
| 11 | Eddie Rivera      | S     | 16 giugno 1992   | Porto Rico           |
| 12 | Héctor Soto       | S/O   | 28 giugno 1978   | Porto Rico           |
| 13 | Sequiel Sánchez   | S     | 24 marzo 1990    | Porto Rico           |
| 14 | Wilbert Rivera    | P     | 15 aprile 1996   | Porto Rico           |
| 15 | Erick Ramos       | S     | 16 marzo 1996    | Porto Rico           |
| 16 | Ramón Burgos      | C     | 15 gennaio 1993  | Porto Rico           |
| 18 | Jassiel Cruz      | C     | 9 maggio 1996    | Porto Rico           |

## Mercato
| Acquisti | Acquisti       | Acquisti              | Acquisti   |
| R.       | Nome           | da                    | Modalità   |
| -------- | -------------- | --------------------- | ---------- |
| L        | Arnel Cabrera  | Changos de Naranjito  | definitivo |
| S        | Pablo Guzmán   | Asswehly              | definitivo |
| C        | José Ribas     | Plataneros de Corozal | definitivo |
| S/O      | Héctor Soto    | Capitanes de Arecibo  | prestito   |
| S        | Erick Ramos    | ?                     | definitivo |
| C        | Jassiel Cruz   | ?                     | definitivo |
| P        | Wilbert Rivera | Metropolitana         | definitivo |

| Cessioni | Cessioni         | Cessioni                 | Cessioni   |
| R.       | Nome             | a                        | Modalità   |
| -------- | ---------------- | ------------------------ | ---------- |
| S        | Raynel Sánchez   | Gigantes de Carolina     | definitivo |
| L        | Dennis Del Valle | Kokkolan Tiikerit        | definitivo |
| C        | Jonathan King    | Patriotas de San Juan    | definitivo |
| S/O      | Juan Vázquez     | Changos de Naranjito     | definitivo |
| C        | José Quiñones    | Gigantes de Carolina     | definitivo |
| S        | Eddie Rivera     | Caribes de San Sebastián | definitivo |

## Risultati

### LVSM

#### Regular season
| 1ª giornata - 23 ottobre 2016 Palacio de Recreación y Deportes, Mayagüez | Indios de Mayagüez       | 3 - 2 | Mets de Guaynabo         | 25-18, 21-25, 25-19, 18-25, 15-12 |
| 2ª giornata - 28 ottobre 2016 Coliseo Mario Morales, Guaynabo            | Mets de Guaynabo         | 1 - 3 | Patriotas de San Juan    | 16-25, 18-25, 29-27, 21-25        |
| 3ª giornata - 30 ottobre 2016 Coliseo Mario Morales, Guaynabo            | Mets de Guaynabo         | 3 - 1 | Gigantes de Carolina     | 25-22, 23-25, 25-19, 25-15        |
| 4ª giornata - 3 novembre 2016 Coliseo Guillermo Angulo, Carolina         | Gigantes de Carolina     | 0 - 3 | Mets de Guaynabo         | 22-25, 21-25, 28-30               |
| 5ª giornata - 4 novembre 2016 Coliseo Tomás Dones, Fajardo               | Cariduros de Fajardo     | 1 - 3 | Mets de Guaynabo         | 25-18, 24-26, 18-25, 16-25        |
| 6ª giornata - 6 novembre 2016 Coliseo Mario Morales, Guaynabo            | Mets de Guaynabo         | 3 - 1 | Plataneros de Corozal    | 25-22, 25-16, 23-25, 25-20        |
| 7ª giornata - 11 novembre 2016 Coliseo Mario Morales, Guaynabo           | Mets de Guaynabo         | 0 - 3 | Indios de Mayagüez       | 19-25, 17-25, 25-27               |
| 8ª giornata - 13 novembre 2016 Coliseo Carmen Zoraida Figueroa, Corozal  | Plataneros de Corozal    | 3 - 1 | Mets de Guaynabo         | 17-25, 25-21, 25-23, 25-20        |
| 9ª giornata - 18 novembre 2016 Coliseo Mario Morales, Guaynabo           | Mets de Guaynabo         | 3 - 2 | Changos de Naranjito     | 20-25, 23-25, 25-21, 25-17, 16-14 |
| 10ª giornata - 20 novembre 2016 Coliseo Mario Morales, Guaynabo          | Mets de Guaynabo         | 1 - 3 | Caribes de San Sebastián | 20-25, 22-25, 25-23, 19-25        |
| 11ª giornata - 23 novembre 2016 Coliseo Mario Morales, Guaynabo          | Mets de Guaynabo         | 2 - 3 | Cariduros de Fajardo     | 25-17, 23-25, 25-20, 18-25, 24-26 |
| 12ª giornata - 25 novembre 2016 Coliseo Mario Morales, Guaynabo          | Mets de Guaynabo         | 2 - 3 | Cariduros de Fajardo     | 25-22, 12-25, 25-22, 20-25, 15-17 |
| 13ª giornata - 2 dicembre 2016 Coliseo Luis Aymat Cardona, San Sebastián | Caribes de San Sebastián | 3 - 2 | Mets de Guaynabo         | 29-27, 26-28, 27-25, 16-25, 15-7  |
| 14ª giornata - 4 dicembre 2016 Coliseo Gelito Ortega, Naranjito          | Changos de Naranjito     | 0 - 3 | Mets de Guaynabo         | 21-25, 14-25, 17-25               |
| 15ª giornata - 8 dicembre 2016 Coliseo Roberto Clemente, San Juan        | Patriotas de San Juan    | 3 - 1 | Mets de Guaynabo         | 21-25, 25-21, 14-25, 25-18        |
| 16ª giornata - 10 dicembre 2016 Coliseo Tomás Dones, Fajardo             | Cariduros de Fajardo     | 2 - 3 | Mets de Guaynabo         | 25-16, 16-25, 25-22, 22-25, 12-15 |
| 17ª giornata - 15 dicembre 2016 Coliseo Guillermo Angulo, Carolina       | Gigantes de Carolina     | 0 - 3 | Mets de Guaynabo         | 20-25, 17-25, 18-25               |
| 18ª giornata - 17 dicembre 2016 Coliseo Mario Morales, Guaynabo          | Mets de Guaynabo         | 3 - 2 | Patriotas de San Juan    | 25-18, 25-17, 21-25, 22-25, 15-10 |
| 19ª giornata - 23 dicembre 2016 Coliseo Roberto Clemente, San Juan       | Patriotas de San Juan    | 3 - 1 | Mets de Guaynabo         | 35-33, 18-25, 25-22, 25-22        |
| 20ª giornata - 29 dicembre 2016 Coliseo Mario Morales, Guaynabo          | Mets de Guaynabo         | 3 - 0 | Gigantes de Carolina     | 25-17, 25-22, 25-18               |

#### Play-off
| Quarti di finale (gara 1) - 2 gennaio 2017 Coliseo Roberto Clemente, San Juan    | Patriotas de San Juan    | 2 - 3 | Mets de Guaynabo         | 20-25, 25-23, 23-25, 16-25        |
| Quarti di finale (gara 3) - 4 gennaio 2017 Coliseo Mario Morales, Guaynabo       | Mets de Guaynabo         | 2 - 3 | Cariduros de Fajardo     | 25-22, 22-25, 25-17, 25-27, 10-15 |
| Quarti di finale (gara 4) - 8 gennaio 2017 Coliseo Mario Morales, Guaynabo       | Mets de Guaynabo         | 1 - 3 | Patriotas de San Juan    | 25-22, 22-25, 21-25, 21-25        |
| Quarti di finale (gara 6) - 10 gennaio 2017 Coliseo Tomás Dones, Fajardo         | Cariduros de Fajardo     | 0 - 3 | Mets de Guaynabo         | 21-25, 21-25, 12-25               |
| Semifinali (gara 1) - 14 gennaio 2017 Palacio de Recreación y Deportes, Mayagüez | Indios de Mayagüez       | 1 - 3 | Mets de Guaynabo         | 20-25, 25-16, 22-25, 21-25        |
| Semifinali (gara 2) - 16 gennaio 2017 Coliseo Mario Morales, Guaynabo            | Mets de Guaynabo         | 3 - 0 | Indios de Mayagüez       | 27-25, 25-16, 25-22               |
| Semifinali (gara 3) - 18 gennaio 2017 Palacio de Recreación y Deportes, Mayagüez | Indios de Mayagüez       | 3 - 1 | Mets de Guaynabo         | 25-19, 25-20, 19-25, 25-22        |
| Semifinali (gara 4) - 20 gennaio 2017 Coliseo Mario Morales, Guaynabo            | Mets de Guaynabo         | 3 - 2 | Indios de Mayagüez       | 21-25, 22-25, 25-21, 25-20, 17-15 |
| Semifinali (gara 5) - 22 gennaio 2017 Palacio de Recreación y Deportes, Mayagüez | Indios de Mayagüez       | 2 - 3 | Mets de Guaynabo         | 25-23, 27-29, 25-22, 17-25, 12-15 |
| Finale (gara 1) - 24 gennaio 2017 Coliseo Luis Aymat Cardona, San Sebastián      | Caribes de San Sebastián | 2 - 3 | Mets de Guaynabo         | 25-23, 23-25, 25-19, 16-25, 12-15 |
| Finale (gara 2) - 27 gennaio 2017 Coliseo Mario Morales, Guaynabo                | Mets de Guaynabo         | 3 - 2 | Caribes de San Sebastián | 23-25, 22-25, 25-16, 25-17, 15-10 |
| Finale (gara 3) - 29 gennaio 2017 Coliseo Luis Aymat Cardona, San Sebastián      | Caribes de San Sebastián | 0 - 3 | Mets de Guaynabo         | 21-25, 25-27, 13-25               |
| Finale (gara 4) - 1º febbraio 2017 Coliseo Mario Morales, Guaynabo               | Mets de Guaynabo         | 3 - 0 | Caribes de San Sebastián | 25-22, 25-12, 25-19               |

## Statistiche

### Statistiche di squadra
| Competizione | Punti | In casa | In casa | In casa | In trasferta | In trasferta | In trasferta | Totale | Totale | Totale |
| Competizione | Punti | G       | V       | P       | G            | V            | P            | G      | V      | P      |
| ------------ | ----- | ------- | ------- | ------- | ------------ | ------------ | ------------ | ------ | ------ | ------ |
| LVSM         | 31    | 16      | 9       | 7       | 17           | 11           | 6            | 33     | 20     | 13     |
| Totale       | -     | 16      | 9       | 7       | 17           | 11           | 6            | 33     | 20     | 13     |

G = partite giocate; V = partite vinte; P = partite perse